# رصد 1 (قمر صناعي)
القمر الصناعي رصد-1: هو أول قمر صناعي للتصوير في جمهورية إيران، وثاني قمر صناعي إيراني تم إرساله إلى الفضاء على متن الصاروخ الحامل الإيراني (سفير B1)، من قِبَل وكالة الفضاء الإيرانية. والذي أُطلِقَ في 15 يونيو/ حزيران 2011م وعاد إلى الغلاف الجوي في 15 يوليو/ تموز 2011م. وبنت جامعة (مالك الأشتر) في طهران والتابعة للحرس الثوري القمر الصناعي رصد 1. والذي وضِعَ من قِبَل العلماء والمهندسين الإيرانيين في مدار أرضي منخفض على إرتفاع 236 × 299 كيلومتراً (147 × 186 ميلاً)، ويميل بزاوية 55.7 درجة. أن وزن القمر رصد يبلغ 3 .15 كلغم، ووضِعَ في مدار على إرتفاع 260 كلم ويدور حول الأرض 15 مرة يومياً. ويُستَخدَم القمر رصد في التصوير وإرسال الصور مع معلومات الإستشعار عن بعد إلى المحطات الأرضية. (يو بي آي). وكان مسار القمر يُظهر أنه حلق فوق سماء الولايات المتحدة الأميركية، وإسرائيل ودول أخرى. وأول عبور فوق الولايات المتحدة الأمريكية باتجاه كندا ومنها إلى أوروبا ومن ثم الإتجاه جنوباً نحو فلسطين المحتلة من ناحية الجنوب الغربي فوق منطقة النقب.

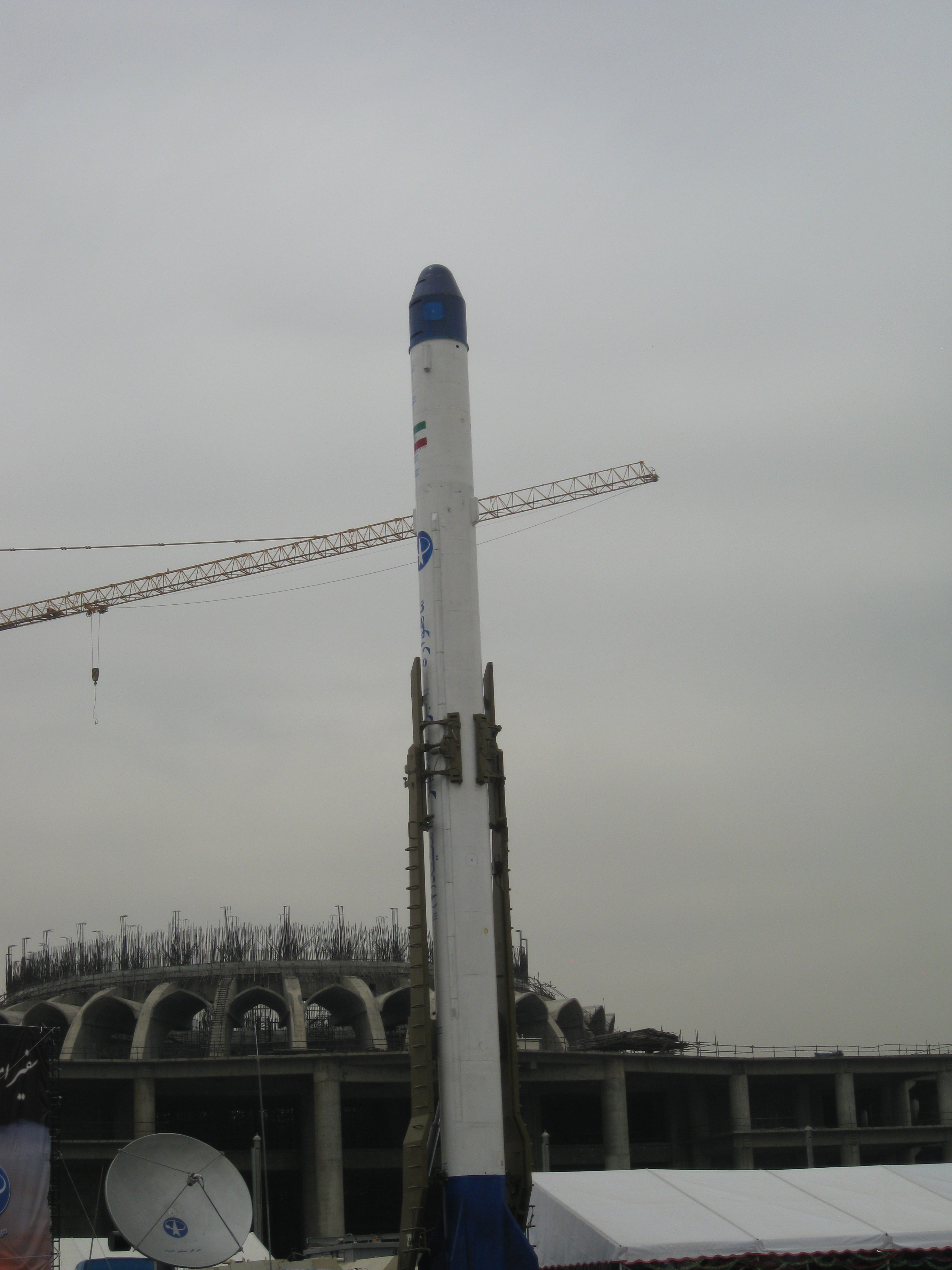
سفير 2، أول صاروخ فضائي إيراني بإمكانه وضع ساتل في مدار حول الأرض، وهو أحد نماذج عائلة صواريخ سفير التي تم إرسال القمر الصناعي رصد 1 على متنها

## الإطلاق
تم إطلاق القمر الصناعي رصد-1 في الرحلة الأولى لصاروخ سفير-بي، المسمى سفير-بي1، من موقع إطلاق في محافظة سمنان شمالي جمهورية إيران. وقد حدث الإطلاق في حوالي الساعة 09:14 بالتوقيت العالمي المنسق في 15 يونيو 2011م. وأعلنت جمهورية إيران رسمياً بأنها نجحت بإرسال القمر الصناعي رصد 1 إلى الفضاء، من قِبَل وكالة الفضاء الإيرانية وبالتعاون مع وزارة الدفاع وإسناد القوات المسلحة الإيرانية. حيث نجحت بوضع القمر الصناعي رصد -1 في مداره حول الأرض. وقد تمكن خبراء المنظمة الجوفضائية الإيرانية وبعد وضع القمر الاصطناعي الوطني (اميد) في مداره حول الأرض، من ان يضعوا في المدار أول قمر اصطناعي إيراني للتصوير، والذي تم إنجاز جميع مراحله التي تضمنت التصميم والتصنيع والتجميع والإختبار والإعداد للإطلاق محلياً مائة بالمائة.

## المواصفات
ان مهمة القمر الصناعي رصد 1، هي إجراء الإتصال مع المحطات الأرضية، واستلام الإشارات من المحطات الأرضية، والتصوير وإرسال الصور، مع معلومات الإستشعار عن بعد إلى المحطات الأرضية. وتم تصميم وصنع الطوبوغرافيا وهيكلية المحطات الأرضية للقمر الاصطناعي (رصد-1) بحيث توفر إمكانية إستلام المعلومات من القمر وإرسال إشارات التحكم. وبشأن خصائص القمر يمكن الإشارة إلى أن أغلب الأنظمة الأساسية لقمر اصطناعي كبير، موجودة في القمر الصناعي رصد. بالإضافة إلى ذلك يسهم هذا القمر محلي الصنع، في خدمات الإستطلاع، وتشخيص الكوارث الطبيعية والبيئة والأرصاد الجوية، وقياس درجة الحرارة والمراقبة والتحكم الجوي والبحري. وتم تزويده بألواح شمسية متصلة بجدار القمر الصناعي، وبطاريات داخلية لتزويده بالكهرباء. يَستَخدِم هذا القمر الصناعي أيضاً النظام الفرعي للتحكم في إنتاج وتوزيع التيار الكهربائي، والذي مكَّن هذا القمر الصناعي من إستخدام البطاريات في الجزء المظلم من المدار وشحنها في الجزء المشرق.

## عرض القمر
بمناسبة الذكرى السنوية الثانية لإطلاق القمر الصناعي الوطني الإيراني (اميد) إلى الفضاء وتزامناً مع عشرة الفجر، أُقيمَت مراسم خاصة بيوم التكنولوجيا الفضائية بحضور الرئيس الإيراني السابق محمود أحمدي نجاد وكبار المسؤولين في جمهورية إيران تخللها عرض أربعة أقمار صناعية وطنية. وتم خلال المراسم عرض نماذج هندسية لأربعة أقمار صناعية وطنية إيرانية وهي ظفر، رصد 1، قمر أمير كبير الطلابي، وكذلك النموذج الهندسي لمحرك حامل القمر الصناعي سفير B1، والكبسول الحياتي للقمر الصناعي الباحث 4.

## ردود أفعال
إيران
وزير الدفاع الإيراني:
قال وزير الدفاع الإيراني أحمد وحيدي، إن القمر الاصطناعي رصد من مجموعة الأقمار الاصطناعية الخفيفة، لكنه يحمل كافة مواصفات الأقمار الاصطناعية الكبيرة، وبإمكانه التصوير وإرسال الإشارات الخاصة واستلامها، ويستطيع التحكم في مداره الخاص، كما أن تشغيله يعتمد على الطاقة الشمسية.
رئيس وكالة الفضاء الإيرانية:
قال رئيس وكالة الفضاء الإيرانية السابق حميد فاضلي، ان القمر الصناعي رصد، هو أول قمر صناعي إيراني يستطيع التقاط الصور.

## معرض الصور

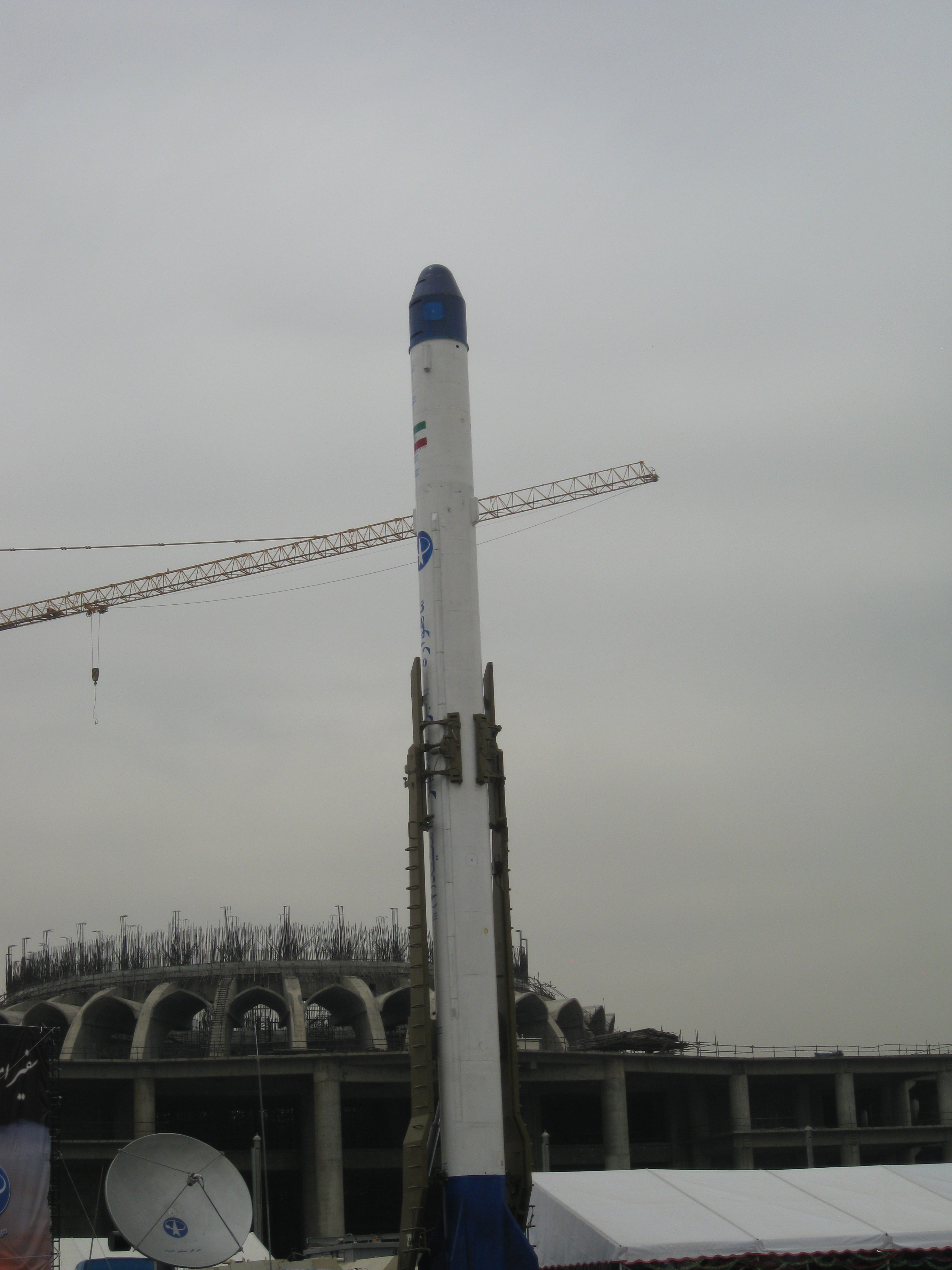
سفير 2، أول صاروخ فضائي إيراني بإمكانه وضع ساتل في مدار حول الأرض، وهو أحد نماذج عائلة صواريخ سفير التي تم إرسال القمر الصناعي رصد 1 على متنها

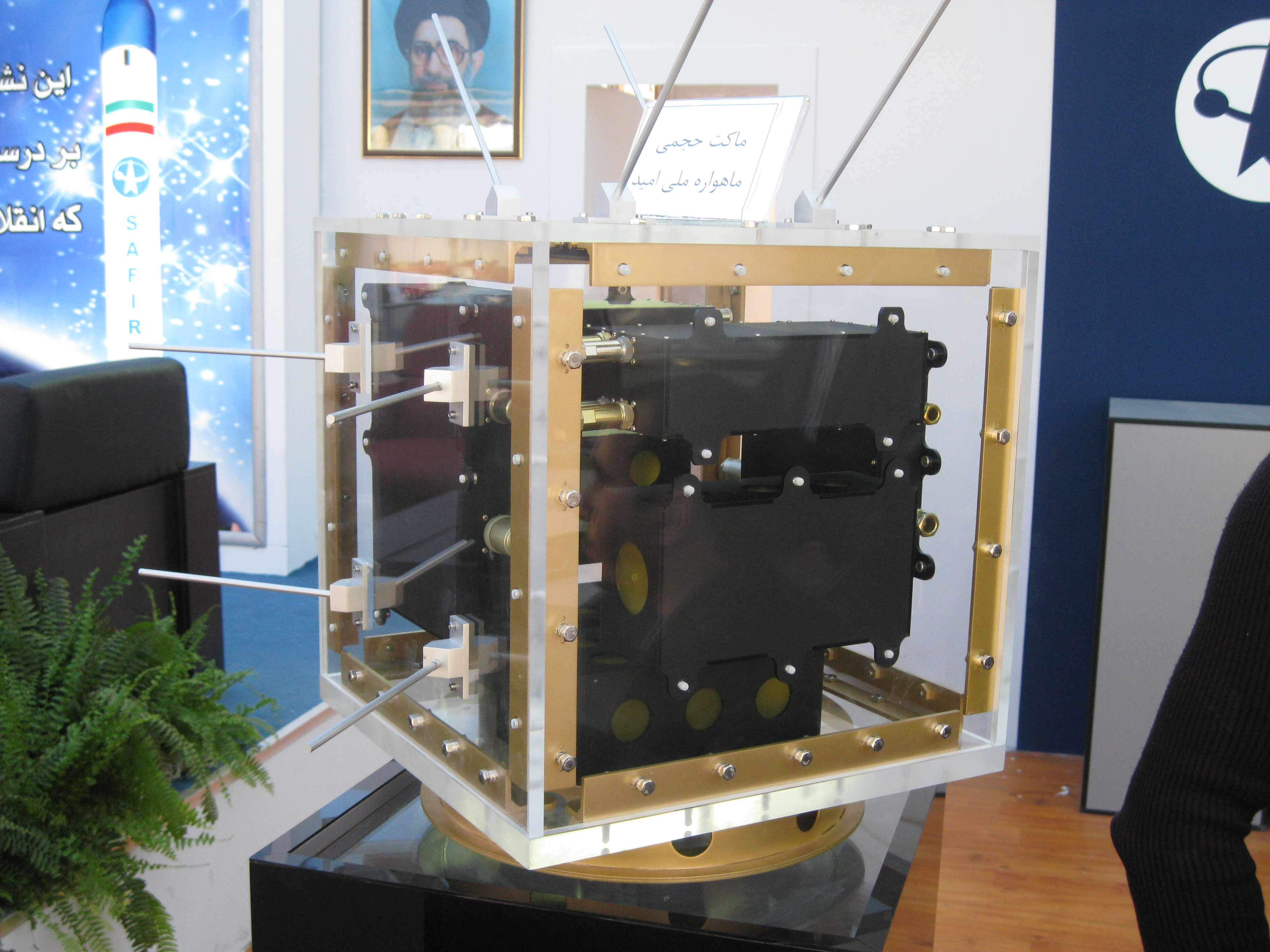
القمر الصناعي أميد والذي أُرسِلَ على متن الصاروخ الفضائي الإيراني سفير 2

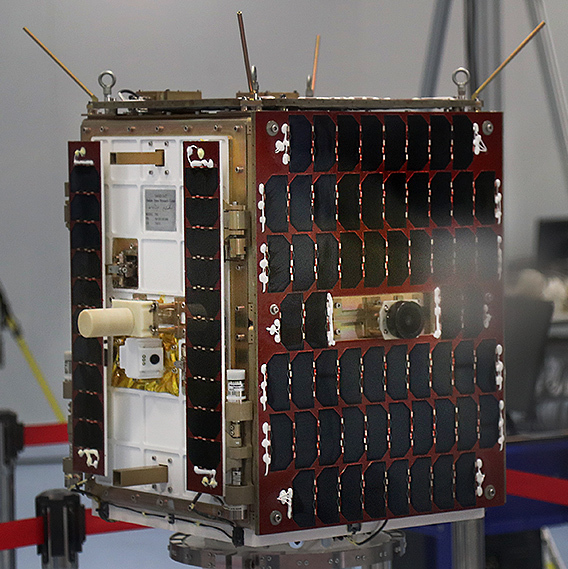
القمر الصناعي الوطني الإيراني ناهيد-1 المخصص للإتصالات

## مواضيع ذات صلة
- أميد (قمر صناعي)
- وكالة الفضاء الإيرانية
- نور 1 (قمر صناعي)
- نور 2 (قمر صناعي)
- نور 3 (قمر صناعي)
- نويد (قمر اصطناعي)
- أميد (قمر صناعي)
- كبسولة بيشكام
- وكالة الفضاء الإيرانية